# Boyd Morgan
Boyd Morgan (24 de octubre de 1915 – 8 de enero de 1988) fue un actor, especialista de cine y jugador de fútbol americano estadounidense.
Entre los años 1936 y 1977 participó en más de 110 películas, y desde 1951 a 1984 en unas 60 producciones televisivas. Fue también conocido como Red Boyd Morgan y Red Morgan.

## Biografía
Su nombre completo era Boyd Franklin Morgan, y nació en Waurika, Oklahoma. Debutó como actor cinematográfico a mediados de los años 30, y en la televisión a principios de los 50. Alternó su trabajo como intérprete con el de especialista de cine en producciones de temática western. Experto jinete, fue doble de numerosas estrellas del género, entre ellas John Wayne, desde los años 40 hasta finales de los 60, tanto en el cine como en la televisión.
Como actor cinematográfico hizo numerosos papeles, sin reflejo en los créditos en muchas ocasiones, en películas western y de otros géneros, entre ellas Smoky Canyon (1952), The Great Sioux Uprising (1953), The Nebraskan (1953), The Command(1954), Ten Wanted Men (1955), Robbers' Roost (1955), D-Day the Sixth of June (1956), Gun Duel in Durango (1957), Gunfighters of Abilene (1960), The Gambler Wore a Gun (1961), Cuatro gánsters de Chicago (1964), Los cuatro hijos de Katie Elder (1965), The Bounty Killer (1965), Arizona Raiders (1965) y El póker de la muerte (1968).
También hizo pequeños papeles de reparto para la televisión, y como estrella invitada, en decenas de series televisivas, sobre todo del género western, entre ellas 12 episodios de The Range Rider, ocho de The Roy Rogers Show, tres de The Texan, tres de Gunn, tres de Laramie, tres de Tales of Wells Fargo, cinco de Wagon Train, tres de Branded, cuatro de El virginiano, cuatro de Gunsmoke y cinco de Bonanza.
Su último trabajo para la pequeña pantalla fue el telefilm Last of the Great Survivors (1984), y finalizó su carrera en el cine con el film de horror Evil Town (1977), en el cual interpretó a Vernon Patterson.
Morgan falleció en Tarzana, California, en 1988.

## Filmografía (selección)

### Cine
- 1936 : Rose Bowl, de Charles Barton
- 1940 : Lucky Cisco Kid, de H. Bruce Humberstone
- 1940 : Yesterday's Heroes, de Herbert I. Leeds
- 1942 : The Fleet's In, de Victor Schertzinger
- 1949 : The Fountainhead, de King Vidor
- 1949 : Father Was a Fullback, de John M. Stahl
- 1949 : Reign of Terror, de Anthony Mann
- 1950 : Trail of the Rustlers, de Ray Nazarro
- 1950 : Buccaneer's Girl, de Frederick De Cordova
- 1950 : El halcón y la flecha, de Jacques Tourneur
- 1950 : Blues Busters, de William Beaudine
- 1950 : Frontier Outpost, de Ray Nazarro
- 1950 : Lightning Guns, de Fred F. Sears
- 1951 : Snake River Desperadoes, de Fred F. Sears
- 1951 : That's My Boy, de Hal Walker
- 1951 : The Texas Rangers, de Phil Karlson
- 1951 : Silver Canyon, de John English
- 1951 : Jim Thorpe – All-American, de Michael Curtiz
- 1951 : Saturday's Hero, de David Miller
- 1951 : Slaughter Trail, de Irving Allen
- 1951 : Desert of Lost Men, de Harry Keller
- 1951 : Silver City, de Byron Haskin
- 1952 : Smoky Canyon, de Fred F. Sears
- 1952 : Flaming Feather, de Ray Enright
- 1952 : The Last Musketeer, de William Witney
- 1952 : Laramie Mountains, de Ray Nazarro
- 1952 : Sound Off, de Richard Quine
- 1952 : The Rough, Tough West, de Ray Nazarro
- 1952 : Thundering Caravans, de Harry Keller
- 1952 : Cripple Creek, de Ray Nazarro
- 1952 : Cattle Town, de Noel M. Smith
- 1952 : The Raiders, de Lesley Selander
- 1952 : Abbott and Costello Meet Captain Kidd, de Charles Lamont
- 1953 : Winning of the West, de George Archainbaud
- 1953 : The Redhead from Wyoming, de Lee Sholem
- 1953 : Woman They Almost Lynched, de Allan Dwan
- 1953 : The 49th Man, de Fred F. Sears
- 1953 : Law and Order, de Nathan Juran
- 1953 : Column South, de Frederick De Cordova
- 1953 : The Great Sioux Uprising, de Lloyd Bacon
- 1953 : Gun Belt, de Ray Nazarro
- 1953 : The All American, de Jesse Hibbs
- 1953 : Thunder Over the Plains, de André De Toth
- 1953 : The Nebraskan, de Fred F. Sears
- 1954 : The Command, de David Butler
- 1954 : Riding Shotgun, de André De Toth
- 1954 : The Lone Gun, de Ray Nazarro
- 1954 : Sign of the Pagan, de Douglas Sirk
- 1955 : Ten Wanted Men, de H. Bruce Humberstone
- 1955 : Timberjack, de Joseph Kane
- 1955 : Cinco pistolas, de Roger Corman
- 1955 : Violent Saturday, de Richard Fleischer
- 1955 : Robbers' Roost, de Sidney Salkow
- 1955 : Creature with the Atom Brain, de Edward L. Cahn
- 1955 : Fort Yuma, de Lesley Selander
- 1956 : The Rawhide Years, de Rudolph Maté
- 1935 : Crime Against Joe, de Lee Sholem
- 1956 : Ghost Town, de Allen H. Miner
- 1956 : The Broken Star, de Lesley Selander
- 1956 : The Revolt of Mamie Stover, de Raoul Walsh
- 1956 : D-Day the Sixth of June, de Henry Koster
- 1956 : Between Heaven and Hell, de Richard Fleischer
- 1956 : La vuelta al mundo en ochenta días, de Michael Anderson
- 1957 : Tomahawk Trail, de Lesley Selander
- 1957 : War Drums, de Reginald Le Borg
- 1957 : Revolt at Fort Laramie, de Lesley Selander
- 1957 : Gun Duel in Durango, de Sidney Salkow
- 1957 : The Kettles on Old MacDonald's Farm, de Virgil W. Vogel
- 1957 : Slaughter on Tenth Avenue, de Arnold Laven
- 1957 : Black Patch, de Allen H. Miner
- 1957 : Hell Bound, de William J. Hole Jr.
- 1957 : The Sad Sack, de George Marshall
- 1957 : The Dalton Girls, de Reginald Le Borg
- 1958 : El zurdo, de Arthur Penn
- 1958 : Fugitivos, de Stanley Kramer
- 1958 : Born Reckless, de Howard W. Koch
- 1959 : Ride Lonesome, de Budd Boetticher
- 1959 : Thunder in the Sun, de Russell Rouse
- 1959 : Date with Death, de Harold Daniels
- 1959 : The Legend of Tom Dooley, de Ted Post
- 1959 : Pillow Talk, de Michael Gordon
- 1959 : The Jayhawkers!, de Melvin Frank
- 1960 : Gunfighters of Abilene, de Edward L. Cahn
- 1960 : The Amazing Transparent Man, de Edgar G. Ulmer
- 1960 : Oklahoma Territory, de Edward L. Cahn
- 1960 : Beyond the Time Barrier, de Edgar G. Ulmer
- 1960 : Espartaco, de Stanley Kubrick
- 1960 : El Álamo, de John Wayne
- 1960 : North to Alaska, de Henry Hathaway
- 1960 : Five Guns to Tombstone, de Edward L. Cahn
- 1961 : The Gambler Wore a Gun, de Edward L. Cahn
- 1961 : Two Rode Together, de John Ford
- 1962 : La conquista del Oeste, de John Ford, Henry Hathaway, George Marshall y Richard Thorpe
- 1964 : The Quick Gun, de Sidney Salkow
- 1964 : Cuatro gánsters de Chicago, de Gordon Douglas
- 1964 : Apache Rifles, de William Witney
- 1965 : The Great Race, de Blake Edwards
- 1965 : Los cuatro hijos de Katie Elder, de Henry Hathaway
- 1965 : The Bounty Killer, de Spencer Gordon Bennet
- 1965 : Arizona Raiders, de William Witney
- 1965 : The Great Sioux Massacre, de Sidney Salkow
- 1966 : Our Man Flint, de Daniel Mann
- 1966 : Nevada Smith, de Henry Hathaway
- 1966 : Waco, de R.G. Springsteen
- 1967 : The War Wagon, de Burt Kennedy
- 1968 : The Power, de Byron Haskin
- 1968 : Las pistolas del infierno, de Jerry Thorpe
- 1968 : Where Were You When the Lights Went Out?, de Hy Averback
- 1968 : El póker de la muerte, de Henry Hathaway
- 1968 : The Stalking Moon, de Robert Mulligan
- 1969 : Support Your Local Sheriff!, de Burt Kennedy
- 1969 : True Grit, de Henry Hathaway
- 1970 : Zabriskie Point, de Michelangelo Antonioni
- 1970 : El club social de Cheyenne, de Gene Kelly
- 1970 : El día de los tramposos, de Joseph L. Mankiewicz
- 1970 : Alex in Wonderland, de Paul Mazursky
- 1970 : Río Lobo, de Howard Hawks
- 1971 : Dos hombres contra el Oeste, de Blake Edwards
- 1973 : The Soul of Nigger Charley, de Larry G. Spangler
- 1973 : Santee, de Gary Nelson
- 1974 : Blazing Saddles, de Mel Brooks
- 1974 : Foxy Brown, de Jack Hill
- 1975 : Gone with the West, de Bernard Girard
- 1977 : Evil Town, de Curtis Hanson, Larry Spiegel, Peter S. Traynor y Mohammed Rustam

#### Televisión
- 1951 : The Adventures of Kit Carson – serie TV, episodio Prince of Padua Hills
- 1951-1952 : The Range Rider – serie TV, 12 episodios
- 1953 : The Abbott and Costello Show – serie TV, episodio Police Rookies
- 1952-1953 : The Roy Rogers Show – serie TV, 8 episodios
- 1953 : The Cisco Kid – serie TV, episodios Battle of Red Rock Pass y Outlaw's Gallery
- 1954 : The Gene Autry Show – serie TV, episodio Holdup
- 1954 y 1955 : Annie Oakley – serie TV, episodios 2x05 y 2x17
- 1955 : TV Reader's Digest – serie TV, episodio The Last of the Old Time Shooting Sheriffs
- 1956 : Sky King – serie TV, episodio 2x17
- 1956 : Schlitz Playhouse of Stars – serie TV, episodio Moment of Vengeance
- 1956 : Soldiers of Fortune – serie TV, episodio 2x03
- 1956 : The Adventures of Dr. Fu Manchu – serie TV, episodio 1x10
- 1956-1961 : The Life and Legend of Wyatt Earp – serie TV, episodios The Suffragette y Wyatt Takes the Primrose Path
- 1957 : Studio 57 – serie TV, episodio 3x15
- 1957 : Panic! – serie TV, episodio The Vigilantes
- 1957 : Playhouse 90 – serie TV, episodio The Lone Woman
- 1958 : Mike Hammer – serie TV, episodio Wedding Mourning
- 1958 : Jane Wyman Presents The Fireside Theatre – serie TV, episodio Tunnel Eight
- 1958 : General Electric Theater – serie TV, episodio New York Knight
- 1958 : Colt.45 – serie TV, episodio Point of Honor
- 1958 : Perry Mason – serie TV, episodio The Case of the Terrified Typist
- 1958 : The Restless Gun – serie TV, episodio Tomboy
- 1958 : Cimarron City – serie TV, episodios Twelve Guns y A Respectable Girl
- 1957-1958 : The Californians – serie TV, 4 episodios
- 1957-1958 : Boots and Saddles – serie TV, 9 episodios
- 1957-1962 : Maverick – serie TV, 6 episodios
- 1958 y 1959 : Yancy Derringer – serie TV, episodios The Belle from Boston y Panic in Town
- 1957-1962 : Cheyenne – serie TV, episodios Hired Gun y Pocketful of Stars
- 1958-1960 : Gunn – serie TV, episodios Rough Buck, Protection y The Semi-Private Eye
- 1958-1961 : Have Gun – Will Travel – serie TV, 5 episodios
- 1959 : The Texan – serie TV, episodios The Marshal of Yellow Jacket, The Smiling Loser y Stampede
- 1959 : Fury – serie TV, episodio 5x08
- 1959 y 1960 : Walt Disney anthology television series – serie TV, episodios 5x23 y 6x25
- 1959-1964 : Wagon Train – serie TV, 5 episodios
- 1960 : Mr. Lucky – serie TV, episodio Hair of the Dog
- 1960 : Not for Hire – serie TV, episodio The Uniformed Mugger
- 1960 : Dick Powell's Zane Grey Theater – serie TV, episodio A Gun for Willie
- 1960 : Laramie – serie TV, episodios Midnight Rebellion, Men of Defiance y The Long Riders
- 1960 : The Westerner – serie TV, episodio 1x05
- 1960 : Pony Express – serie TV, episodios The Killer, The Replacement y The Deadly Sniper
- 1960-1961 : The Rebel – serie TV, 7 episodios
- 1960-1962 : Lawman – serie TV, episodios Samson the Great y The Locket
- 1961 : Whispering Smith – serie TV, episodio Double Edge
- 1960-1972 : Bonanza – serie TV, 4 episodios
- 1961 : Lassie – serie TV, episodio 7x18
- 1961 : Bronco – serie TV, episodios The Invaders y Buckbrier Trail
- 1961 : The Tall Man – serie TV, episodios 1x17 y 2x13
- 1961 : Frontier Circus – serie TV, episodios 1x05 y 1x10
- 1961 : Shotgun Slade – serie TV, episodio Skinner's Rainbow
- 1961 : Ripcord – serie TV, episodio Derelict
- 1961-1962 : Tales of Wells Fargo – serie TV, episodios Moment of Glory, Portrait of Teresa y Hometown Doctor
- 1962-1964 : Rawhide – serie TV, episodios Bosses' Daughter y Damon's Road
- 1963 : The Dakotas – serie TV, episodios Red Sky Over Bismarck y The Chooser of the Slain
- 1963-1969 : El virginiano– serie TV, 4 episodios
- 1964 : Destry – serie TV, episodios 1x02 y 1x07
- 1965-1966 : Branded – serie TV, episodios Very Few Heroes, The Brave Endure y Yellow for Courage
- 1966 : Daniel Boone – serie TV, episodio 2x24
- 1966 : The Wild Wild West – serie TV, episodio The Night of the Bars of Hell
- 1966 : Laredo – serie TV, episodio The Would-Be Gentleman of Laredo
- 1966 : The Lucy Show – serie TV, episodio Lucy and John Wayne
- 1967 : Batman – serie TV, episodios 2x42, 2x43 y 2x44
- 1967 : Hondo – serie TV, episodios Hondo and the War Cry, Hondo and the Singing Wire y Hondo and the Superstition Massacre
- 1967 : Ironside – serie TV, episodio 1x12
- 1967-1968 : Cimarron Strip – serie TV, episodios The Legend of Jud Starr, The Roarer y Fool's Gold
- 1968 : Los invasores – serie TV, episodio 2x22
- 1968 : The Guns of Will Sonnett – serie TV, episodio 2x08
- 1968-1969 : The Mod Squad – serie TV, episodios My, What a Pretty Bus, A Reign of Guns y An Eye for an Eye
- 1969 : El gran chaparral – serie TV, episodios Shadow of the Wind y To Stand for Something More
- 1970 : Lancer – serie TV, episodio Chad
- 1970-1974 : Here's Lucy – serie TV, 4 episodios
- 1971 : Mannix – serie TV, episodio 4x24
- 1971 : Alias Smith and Jones) – serie TV, episodio 1x12
- 1971 : Nichols – serie TV, episodio 1x08
- 1971-1972 : Gunsmoke – serie TV, 4 episodios
- 1972 : Hec Ramsey – serie TV, episodio 1x02
- 1972-1975 : Kung fu – serie TV, episodios 1x00 y 3x15
- 1976 : Captains and the Kings – miniserie
- 1978 : Quincy M.E. – serie TV, episodio 3x16
- 1984 : Last of the Great Survivors – telefilm